# Salomonskootočni dolar
Solomonskootočni dolar, službena je valuta na Solomonskim Otocima. 
Skraćenica tj. simbol za dolar je $ ili SI$, a međunarodni kod SBD. 
Dolar izdaje Središnja banka Solomonskih Otoka. U 2009. godini inflacija je iznosila 3,4 %. Jedan dolar sastoji se od 100 centi. Valuta je uvedena 1977., kada je zamijenila australski dolar. Za vrijeme japanske vladavine, valuta je bila oceanska funta. Postoje novčanice u iznosima: 5, 10, 20, 50 i 100 dolara i kovanice u iznosima od 10, 20 i 50 centi i od 1 i 2 dolara.